# Jadid

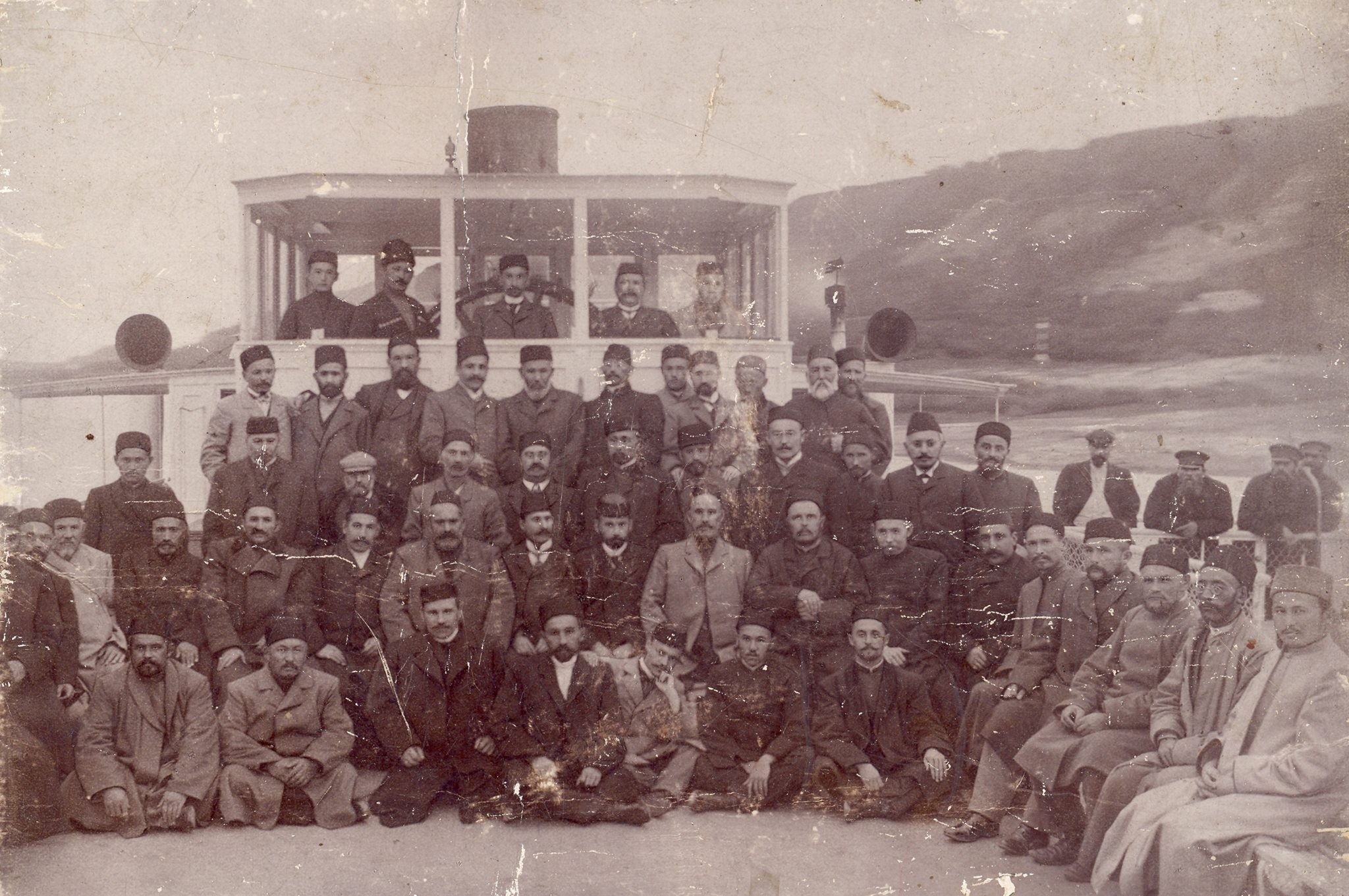
1. Fatih Kerimi, 2. Abdurrashid Ibrahimov, 3. Ismail Gaspirali, 4. Ali Merdan Topchibashyiyev.

Los jadid ('nuevo') fue un movimiento de musulmanes reformistas que vivieron en el Imperio ruso a finales del siglo XIX. Solían designarse con la palabra turca Taraqqiparvarlar, esto es, 'progresista' o simplemente Yäs,lär/Yoshlar  'joven'. 
Si bien sus objetivos eran múltiples, uno de los ejes de su doctrina era la difusión del usul ul-jadid o "método nuevo" de enseñanza en las maktab (escuelas islámicas del sufismo) del imperio, de ahí el término jadidismo, que suele usarse para designar su programa. Algunas de las innovaciones que introdujeron en sus clases (bancos, sillas, pizarras y mapas) tenían una finalidad meramente funcional, otras (uso de libros de texto impresos en El Cairo, Kazán o Estambul), eran de fondo. 
Estas ideas nacieron entre los Tártaros del Volga y de Crimea, después de que pensadores como Musa Bigiev las difundieran. En un segundo momento, se propagaron también por Asia central (sobre todo en Bujará y Kokand). Muy importante fue la figura del tártaro de Crimea İsmail Gaspıralı cuyo diario Tercüman ('Intérprete') fue, junto con el periódico satírico azerí Mollah Nasreddin, el principal órgano de difusión de los jadid. 
Los jadid suscitaban las sospechas del gobierno ruso por su posible relación con movimientos reformistas musulmanes del Imperio otomano y de la India británica, temiendo que tuvieran aspiraciones panturquistas y panislamistas. 